# Tormod Knutsen
Pour les articles homonymes, voir Knutsen.
Tormod Kåre Knutsen, né le 7 janvier 1932 à Eidsvoll et mort le 23 février 2021, est un coureur norvégien de combiné nordique, aussi sauteur à ski.
Il a gagné la médaille Holmenkollen en 1960 et deux médailles olympiques, l'argent en 1960 et l'or en 1964.

## Biographie

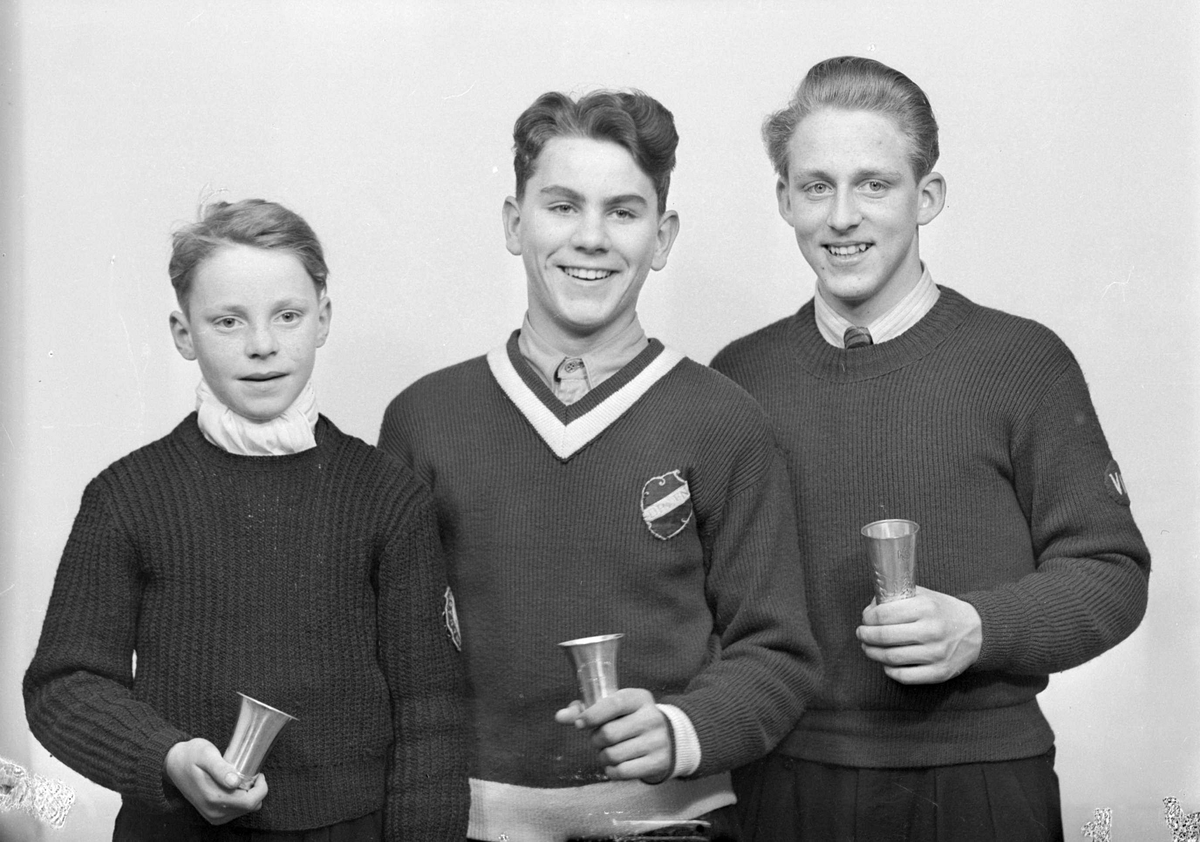
Tormod Knutsen (à droite), Frank Hansen (à gauche) et Axel Pettersen en tant que vainqueur de la classe d'âge pendant le championnat national pour les garçons à Trondheim en 1949.

Tormod Knutsen est licencié au club local d'Eidsvoll et commence en tant que sauteur à ski, remportant le championnat national chez les jeunes en 1949 et les juniors en 1951. À partir de 1954, il est dédié au combiné nordique. En 1956, il est d'abord remplaçant pour les Jeux olympiques de Cortina d'Ampezzo, mais Gunder Gundersen se blesse deux jours en amont de la compétition, ce qui donne la chance à Knutsen de participer et de finir sixième. En 1958, il devient vainqueur au Festival de ski d'Holmenkollen, avant de gagner deux titres nationaux en 1959 et 1960. Aux Jeux olympiques d'hiver de 1960 à Squaw Valley, il est deuxième du saut derrière Georg Thoma, qui le devance aussi au ski de fond, remportant le titre devant Knutsen médaille d'argent. Thoma commence à dominer le combiné dès lors pour quelques années.
Champion de Norvège 1963 et 1964, il revient au sommet en remportant le titre olympique en 1964 à Innsbruck devant Thoma, qui est troisième. L'Allemand le bat ensuite sur ses terres à Holmenkollen et Knutsen prend sa retraite sportive.

## Palmarès

### Jeux olympiques
| Épreuve / Édition | Cortina d'Ampezzo 1956 | Squaw Valley 1960 | Innsbruck 1964 |
| Individuel        | 6e                     | Argent            | Or             |

### Championnats du monde
| Épreuve / Édition | Épreuve / Édition | Zakopane 1962 |
| Individuel        | Individuel        | 4e            |